# Jørre Kjemperud
Jørre André Kjemperud , né le 31 août 1968 à Vikersund (Norvège), est un joueur norvégien de beach-volley, désormais retraité.  Il a notamment été champion d'Europe de sa discipline. Il a également joué au volley-ball en Norvège. 

## Carrière
Kjemperud a commencé sa carrière en beach-volley avec Kristoffer Are Hjeltnes (1993-1995). Il s'est ensuite associé avec Vegard Høidalen (1995-2004), participant en sa compagnie aux Jeux olympiques d'été en 2000 et 2004. Kjemperud a également participé  aux Jeux olympiques d'été de Pékin en 2008 avec Tarjei Skarlund, qui a été son partenaire de 2005 à 2008. Depuis 2009, il s'est réassocié à Høidalen. 
Avec son compatriote Vegard Høidalen, il a été médaillé de bronze aux Championnats du monde de beach-volley en 2001, champion d'Europe en 1997 et médaillé de bronze européen en 1998, 2000, 2001 et 2002.

## Palmarès

### Jeux olympiques d'été
- 9e place  en 2000 à Sydney (Australie) avec Vegard Høidalen
- 9e place  en 2004 à Athènes (Grèce) avec Vegard Høidalen
- 19e place  en 2008 à Pékin (Chine) avec Tarjei Skarlund

### Championnats du Monde
- Médaille de bronze en 2001 à Klagenfurt (Autriche) avec Vegard Høidalen

### Championnats d'Europe de beach-volley
- Médaille d'or en 1997 à Riccione (Italie) avec Vegard Høidalen
- Médaille de bronze en 1998 à Rhodos (Grèce) avec Vegard Høidalen
- Médaille de bronze en 2000 à Getxo (Espagne) avec Vegard Høidalen
- Médaille de bronze en 2001 à Jesolo (Italie) avec Vegard Høidalen
- Médaille de bronze en 2002 à Bâle (Suisse) avec Vegard Høidalen